# Mònica Usart i Rodríguez
Mònica Usart i Rodríguez (Molins de Rei, 4 de maig de 1984) és una física i meteoròloga catalana.
Després de fer les pràctiques com a estudiant a TV3, el 2008 va fer un càsting per treballar al canal 3/24 de Televisió de Catalunya els caps de setmanes. També s'hi va presentar Gemma Puig i les dues van ser acceptades per alternar-se els caps de setmana com a «dones del temps».
Va treballar també a Barcelona TV, entre altres mitjans de comunicació. Després va entrar a treballar a RAC 1 i RAC 105, on és la cap de meteorologia.
També s'ha dedicat a la divulgació, per un públic general i per a la mainada, mitjançant llibres, conferències i tallers de meteorologia.
El 2016 va ser reconeguda «Personalitat Baixllobregatina 2016», un dels Premis de Reconeixement Cultural del Centre d'Estudis Comarcals del Baix Llobregat. El 2019 va ser ambaixadora del Bestiari Festiu, al Vendrell.
És autora de diversos llibres tant per a adults com per a infants.

## Llibres publicats
- Només seran quatre gotes. (Bridge, 2017)[8]
- El temps a la maleta. (Bridge, 2019)[9]
- Atrapades en el temps (juntament amb Gemma Puig). (Univers, 2021)[10]
- Fenòmens extrems. (Columna, 2024)[11]

### Llibres infantils
- Mirant el cel (il·lustracions de Roser Calafell Serra). (La Galera, 2015)
- Mirant els núvols (il·lustracions de Roser Calafell Serra). (La Galera, 2016)
- Mirant l'Univers (il·lustracions de Roser Calafell Serra). (La Galera, 2018)[12]
- El tresor de la Candelera (il·lustracions de Roser Calafell Serra). (Ajuntament de Molins de Rei, 2023)[13]